# Каштру, Луиш
Луиш Мануэл Рибейру ди Каштру (порт. Luís Manuel Ribeiro de Castro; род. 3 сентября 1961, Мондройнш, Вила-Реал) — португальский футболист (правый защитник) и футбольный тренер.

## Биография
Луиш Каштру родился 3 сентября 1961 года в португальском городе Мондройнш.
Карьеру «взрослого» футболиста он начал в португальском клубе «Униан Лейрия» из города Лейрия, в 1980 году. Кроме него, в общей сложности отыграл за ещё пять клубов («Виейренсе», «Виторию» из Гимарайнша, «Элваш», «Фафе» и «Агеду»).
Окончил Коимбрский университет и получил степень по физике. Тренерскую карьеру Луиш Каштру начал в 1998 году в клубе «Агеда» и сразу же поднял команду в третий дивизион. В 2003 году добился такого же результата с «Эштаррежей».
Позднее он отработал два сезона главным тренером клуба «Пенафиел», вылетел с ним в Сегунду, но после этого получил приглашение от знаменитой команды «Порту».

В тренерском составе «Порту» Луиш Каштру долгое время работал с молодёжными командами клуба, а в 2013 году занялся резервной командой основного состава. После ухода Паулу Фонсеки из «Порту» Каштру занял позицию главного тренера клуба и успешно довёл команду до конца сезона, а летом команду принял Юлен Лопетеги.
Начиная с 2016 года Луиш Каштру работал исключительно с командами высшего португальского дивизиона — «Риу Аве», потом «Шавеш» и наконец «Витория» (Гимарайнш). При этом ни с одним из вышеперечисленных клубов Луиш Каштру не проработал дольше одного сезона.
В 2019 году Луиш Каштру подписал двухлетний контракт с клубом «Шахтёр».
25 марта 2022 года назначен главным тренером бразильского «Ботафого». Контракт подписан на 2 года.
6 июля 2023 года Каштру был назначен на пост тренера «Ан-Насра» из Саудовской про-лиги, заменив уволенного Руди Гарсию. Каштру был уволен 17 сентября 2024 года после серии разочаровывающих выступлений.

## Тренерские достижения
«Порту B»
- Чемпион Второй лиги Португалии: 2015/16

«Шахтёр» (Донецк)
- Чемпион Украины: 2019/20

«Аль-Духаиль»
- Обладатель Кубка эмира Катара: 2022

«Ан-Наср»
- Победитель Арабской Лиги чемпионов: 2023